# سام أشتون
سام أشتون (بالإنجليزية: Sam Ashton)‏ (9 أكتوبر 1986 ببولتن في المملكة المتحدة - ) هو لاعب كرة قدم بريطاني في مركز حراسة المرمى. لعب مع بولتون واندررز ونادي ساوثبورت ونادي اتحاد مانشستر ونادي تشورلي وSkelmersdale United F.C. ‏.

## وصلات خارجية
- سام أشتون على موقع قاعدة بيانات كرة القدم.إي يو (الإنجليزية)
- سام أشتون على موقع Soccerbase.com (لاعب) (الإنجليزية)